# Équipe de république d'Irlande des moins de 17 ans de football
Cet article traite de l'équipe masculine. Pour l'équipe féminine, voir Équipe de république d'Irlande féminine de football des moins de 17 ans.
Maillots
L'équipe de république d'Irlande des moins de 17 ans de football est constituée par une sélection des meilleurs joueurs irlandais de moins de 17 ans sous l'égide de la Fédération d'Irlande de football.

## Histoire
En 2025, pour la première fois de son histoire, les moins de 17 ans irlandais se qualifient pour une coupe du monde de leur catégorie. Le tournoi mondial se déroule au Qatar entre le 3 et le 27 novembre 2025.

## Parcours

### Parcours en Championnat d'Europe
| - 1982 : Non qualifiée - 1984 : Non qualifiée - 1985 : Non qualifiée - 1986 : Non qualifiée - 1987 : Non qualifiée - 1988 : 1er tour - 1989 : Non qualifiée - 1990 : Non qualifiée - 1991 : Non qualifiée - 1992 : 1er tour - 1993 : 1er tour - 1994 : 1er tour - 1995 : Non qualifiée - 1996 : Quarts-de-finale - 1997 : Non qualifiée - 1998 : Vainqueur - 1999 : Non qualifiée - 2000 : 1er tour - 2001 : Non qualifiée - 2002 : Non qualifiée - 2003 : Non qualifiée - 2004 : Non qualifiée |  | - 2005 : Non qualifiée - 2006 : Non qualifiée - 2007 : Non qualifiée - 2008 : 1er tour - 2009 : Non qualifiée - 2010 : Non qualifiée - 2011 : Non qualifiée - 2012 : Non qualifiée - 2013 : Non qualifiée - 2014 : Non qualifiée - 2015 : Non qualifiée - 2016 : Non qualifiée - 2017 : Quart-de-finale - 2018 : Quart-de-finale - 2019 : 1er tour - 2020 - 2021 : Éditions annulées, - 2022 : Non qualifiée - 2023 : Quart-de-finale - 2024 : Non qualifiée |

### Parcours en Coupe du monde
| - 1985 : Non qualifiée - 1987 : Non qualifiée - 1989 : Non qualifiée - 1991 : Non qualifiée - 1993 : Non qualifiée - 1995 : Non qualifiée - 1997 : Non qualifiée - 1999 : Non qualifiée - 2001 : Non qualifiée - 2003 : Non qualifiée |  | - 2005 : Non qualifiée - 2007 : Non qualifiée - 2009 : Non qualifiée - 2011 : Non qualifiée - 2013 : Non qualifiée - 2015 : Non qualifiée - 2017 : Non qualifiée - 2019 : Non qualifiée - 2023 : Non qualifiée - 2025 : Qualifiée |